# Aankondigingsbeleid
De kwalificatie aankondigingsbeleid of aankondigingspolitiek is een afwijzende beoordeling van nieuwe beleidsvoornemens. De gebruiker van de term geeft met deze (impliciete) sneer aan, weinig vertrouwen te hebben in het realiteitsgehalte van het plan en trekt de uitvoering ervan publiekelijk in twijfel.
De kleinerende uitdrukking wordt gebruikt in een politieke context en wanneer de aankondiger bekendstaat als iemand die wel vaker op deze "goedkope manier" aandacht probeert te verwerven. Het gebruik van de kwalificatie is ook bedoeld als beschadiging van diens reputatie. De er in vervatte kritiek luidt dat de aankondiger er louter op uit is om zijn publiek gunstig te stemmen: hij speelt met de medialogica om waardering te krijgen. Deze aandacht zou voor hem of haar belangrijker zijn dan het verwezenlijken van de uitgesproken verwachtingen.

## Synoniem en neutrale betekenis
De uitdrukking aankondigingsbeleid wordt vooral in de Vlaamse media gebruikt. Gelijkaardige termen als scorebordpolitiek en intentiepolitiek treffen we ook wel in Nederland aan. Politici die aan aankondigingsbeleid doen, wordt verweten in te spelen op 'de waan van de dag' en vooral oog te hebben voor kortetermijneffecten.

Aankondigingsbeleid bestaat eveneens in een neutrale betekenis, dus zonder verwijtende bijklank: het beleid inzake de openbare aankondiging of publicatie van zaken als bouwopdrachten en evenementen. Ook het afkondigen van nieuwe regelgeving valt onder de neutrale uitleg. In Nederland is de inwerkingtreding van wetten en rijksregels geregeld in de Bekendmakingswet.
De werkwoorden aankondigen en afkondigen lijken sterk op elkaar, aankondigen betekent bekendmaken dat er maatregelen aankomen zonder dat meteen duidelijk is wanneer ze ingaan, afkondigen slaat op het wél bekendmaken van het ingangsmoment, vaak al direct.

## Woorden versus daden
Het tegenovergestelde van aankondigingsbeleid is de communicatie over beleidsresultaten. Het gaat dan over wat er van plannen terecht is gekomen.
Nieuw beleid wordt soms kritisch onthaald omdat intentieverklaringen en convenanten louter de beleidsinzet betreffen. Het plechtig ondertekenen van een samenwerkingsovereenkomst tussen twee overheidsorganisaties kan ook de kwalificatie aankondigingsbeleid opleveren omdat de ondertekenaars doorgaans al wettelijk verplicht zijn tot samenwerking. De kritiek luidt dan: "Het is pas nieuws als ze een tégenwerkingsovereenkomst zouden sluiten."

## Verwante begrippen
Diverse uitdrukkingen hebben een min of meer verwante betekenis die misprijzend is voor het beleid, de wijze van opereren, de impulsiviteit, het realiteitsgehalte van de (vermeende) effecten en de deskundigheid van politici en bestuurders.

### Steekvlampolitiek
Een in Vlaanderen populair voorvoegsel is steekvlam—. Het wordt gebruikt in samenstellingen als steekvlampolitiek, steekvlamwet en steekvlambeleid. Het wordt als negatieve beoordeling gebruikt wanneer de wetgever na onvoldoende analyse en reflectie reageert op een incident dat de publieke opinie flink heeft beroerd: op een moment dat het stof als het ware nog neerdwarrelt, ligt er al een wetsvoorstel op tafel. Steekvlamwetgeving is een pejoratief voor beleid dat niet zelden juridische hiaten vertoont, waardoor er achteraf reparatiewetgeving nodig is om ongewenste bijwerkingen teniet te doen.

### Proefballon
Iemand zal zijn eigen beleid niet gemakkelijk diskwalificeren door er het stempel aankondigingsbeleid op te drukken maar bij de term proefballon kan dat wellicht minder problematisch zijn voor een bestuurder die openlijk de eerste maatschappelijke reacties wil peilen op een nog onvoltooid idee dat hij ook als zodanig presenteert.
Anderen, critici, gebruiken de aanduiding proefballon doorgaans als verkleinwoord om er serieuze intenties mee te relativeren: “Deze minister grossiert in persconferenties, redevoeringen en persberichten. Maar ‘t is gebakken lucht, hij laat wel vaker proefballonnetjes op.”

### Management by speech
De uitdrukking management by speech kent een neutrale betekenis: een toespraak houden voor medewerkers of kiezers door een manager of politiek leider. Maar de term kan ook verwijtend worden gebruikt en een ingebrekestelling inhouden: “Deed de minister alleen maar aan management by speech, of ging ze concreet iets doen?”

### Schijnhervorming / effet d'annonce
De met veel aplomb gebrachte aankondiging van een politieke hervorming wordt volgens een criticus die er weinig effect van verwacht ook wel aangeduid met de kleinerende term 'effets d'annonce' (schijnhervormingen).

### Tafelspringer
Een politicus die (in Vlaanderen) een tafelspringer wordt genoemd wordt er van beticht graag spectaculaire (nieuwswaardige) aankondigingen te doen of met veel vertoon ongefundeerde of ondoordachte kritiek te uiten op anderen.

### Toogstrateeg
De kwalificatie toogstrateeg is ook ongunstig bedoeld voor degene die ermee wordt aangeduid. De uitdrukking werd gemunt door Louis Tobback richting Karel De Gucht en verkreeg daarmee een vaste plaats in het Vlaamse politieke vocabulaire. Het verwijtende begrip betekent iemand die kroegpraat bedrijft: iemand zich aan de toog interessant en als deskundige voordoet maar in werkelijkheid ongefundeerde borrelpraatjes zou verkopen. Men zou ook kunnen zeggen: een stuurman aan wal of een bemoeial.

### Aankondigingseffect
De term aankondigingseffect wijst op anticiperende reacties op een ophanden zijnde beleidsmaatregel: burgers die nog voor de inwerkingtreding van een overheidsregel een door henzelf gewenst effect willen bereiken (of vermijden). Bijvoorbeeld: nog snel een subsidie aanvragen voordat de maatregel wordt ingetrokken.

Zie ook
- Annunciatie
- Framing
- Politieke affichering (wildplakken)
- Populisme
- Verkiezingsbelofte